# Nartas (Mariampol)
Nartas – osiedle Mariampola, na Litwie, na Suwalszczyźnie, położone w centralnej części miasta.